# Salomon Morel
Salomon (Solomon eller Shlomo) Morel, född 15 november 1919 i Garbów i Polen, död 14 februari 2007 i Tel Aviv i Israel, var en judisk polack, misstänkt för krigsförbrytelser och brott mot mänskligheten. Under tyskarnas ockupation av Polen hade han stridit i partisanförband mot tyskarna.
Morel var år 1945 kommendant för det sovjetiska arbetsläget Zgoda, grundad av NKVD, för tyskar och polacker i Schlesien. I lägret torterades och mördades tusentals tyskar och polacker. Efter realsocialismens fall 1990 utsågs en kommission för att utreda brott begångna mot den polska staten vid Zgoda. 
1992 sände det amerikanska tv-programmet 60 minutes ett reportage om Morel, baserat på en bok av John Sack, en amerikansk journalist och författare. Detta ledde till att polska myndigheter eftersökte Morel, men denne hann emigrera till Israel samma år, där han beviljades medborgarskap tack vare sin etniska bakgrund.  Morel skulle enligt vittnesuppgifter ha agerat särskilt brutalt och sadistiskt, och dödade under sin tid som lägerkommendant fler än 1695 fångar (över hälften av samtliga fångar).
I mars 1998 vände sig Polen till Israel med en begäran om att få Morel utlämnad, för brott mot krigets lagar och brott mot mänskligheten. År 2003 gjorde Polen en förnyad begäran om utlämning, men begäran avslogs även denna gång. En del av motiveringen löd att det handlade om en antisemitisk konspiration, något Ewa Kojs, historiker på polska Nationella minnesinstitutet, kritiserade: Det borde bara finnas ett mått för att döma krigsförbrytare, oavsett om de är tyskar, israeler eller av någon annan nationalitet.
Morel dog 2007 i Israel.